# Patryk Adamczyk
Patryk Adamczyk (* 5. Januar 1994) ist ein polnischer Hürdenläufer, der sich auf den 400-Meter-Hürdenlauf spezialisiert hat.

## Sportliche Laufbahn
Erste internationale Erfahrungen sammelte Patryk Adamczyk im Jahr 2013, als er bei den Junioreneuropameisterschaften in Rieti in 50,89 s den vierten Platz im 400-Meter-Hürdenlauf belegte. 2016 qualifizierte er sich für die Europameisterschaften in Amsterdam, bei denen er bis in das Halbfinale gelangte und dort mit 50,12 s ausschied. Zwei Jahre später nahm er mit der polnischen 4-mal-400-Meter-Staffel an den Hallenweltmeisterschaften in Birmingham teil und kam dort im Vorlauf zum Einsatz. Im Finale siegte die polnische Staffel dann mit neuem Hallenweltrekord, womit auf Adamczyk die Goldmedaille zuerkannt wurde. 2019 nahm er an der Sommer-Universiade in Neapel teil und schied dort im Hürdenlauf mit 51,04 s im Halbfinale aus und kam in der Staffel im Vorlauf zum Einsatz und gewann auch die Bronzemedaille.
2020 wurde Duszyński polnischer Hallenmeister im 400-Meter-Lauf. Er ist Student an der Technischen Universität in Łódź.

## Persönliche Bestzeiten
- 400 m Hürden: 49,72 s, 31. Juli 2016 in Jelenia Góra